# Valor relativo das peças de xadrez
No xadrez, o sistema de valor relativo das peças é uma atribuição quantitativa de pontos a cada peça do jogo, tendo em base a sua força relativa em trocas potenciais. Estes valores são usados como uma heurística para ajudar a determinar o quão valorosa uma peça é estrategicamente. Os valores não possuem nenhum papel formal durante o jogo mas são úteis para os enxadristas, e também são utilizados por computadores para ajudar a analisar posições.
O cálculo dos valores das peças dá apenas uma ideia de uma certa posição ou estado de jogo. O valor exato das peças depende da situação, e pode variar significativamente dos citados neste artigo. Em algumas posições, uma peça bem colocada pode valer muito mais do que convencionalmente, enquanto que uma peça mal posicionada pode ser quase sem valor.
A análise dos valores relativos dá aos peões o valor de 1 (tipicamente, como o valor médio de um peão no início do jogo). Vários programas de computador representam habitualmente o valor das peças e posições em termos de “centipeões”, onde 100 centipeões equivalem a um peão, permitindo que, em análises estratégicas de uma posição, que peças possam receber valores menores do que um peão sem que frações sejam requeridas.

## Valor padrão
O seguinte são os valores relativos mais comuns dados às peças do xadrez.
| Peça   | Símbolo | Valor |
| ------ | ------- | ----- |
| Peão   |         | 1     |
| Cavalo |         | 3     |
| Bispo  |         | 3     |
| Torre  |         | 5     |
| Dama   |         | 9     |

O valor do rei não é definido, visto que não pode ser capturado, muito menos trocado, durante o curso de um jogo. Alguns computadores de xadrez davam ao rei um grande valor arbitrário (tal como 200 pontos ou mil milhões de pontos) para indicar que a perda inevitável do rei em um xeque-mate triunfa sobre quaisquer outras considerações. No final, quando o risco de xeque-mate é baixo, o valor relativo do rei, tomando em consideração apenas sua capacidade de batalha, é de cerca de quatro pontos. O rei é relativamente bom para atacar e defender peças próximas. É melhor para defender tais peças do que o cavalo, e é melhor para atacar peças do oponente do que o bispo.
Este sistema possui algumas falhas. Por exemplo, três peças menores são em geral mais valiosas do que duas torres (que valem em conjunto dez pontos) ou uma rainha (nove pontos).

## Valores alternativos
Embora o sistema 1/3/3/5/9 seja no geral aceito, vários outros sistemas alternativos de valores relativos foram criados. A maioria foi criticada, embora o sistema de valor relativo padrão 1/3/3/5/9 em si também receba criticismos similares, visto que todos os sistemas de valores relativos são rígidos, e no geral não tomam o posicionamento das peças em consideração.
Vários sistemas dão ao bispo um valor ligeiramente maior do que o do cavalo. Um bispo é no geral mais poderoso do que um cavalo, mas não sempre – dependendo do posicionamento das peças. Um programa de computador de xadrez foi dado o valor de 3 para o cavalo e 3,4 para o bispo, mas esta diferença foi reconhecida como não-real.
|      |      |      |      |     | Fonte       | Data | Comentários                                                                       |
| ---- | ---- | ---- | ---- | --- | ----------- | ---- | --------------------------------------------------------------------------------- |
| 3,1  | 3,3  | 5    | 7,9  | 2,2 | Sarratt?    | 1813 | Valores arrendondados. Peões variam entre 0,7 e 1,3.                              |
| 3,05 | 3,5  | 5.48 | 9,94 |     | Philidor    | 1817 | Também fornecido por Staunton 1847.                                               |
| 3,5  | 3,5  | 5,7  | 10,3 |     | Bilguer     | 1843 | (Arrendondado)                                                                    |
| 3    | 3    | 5    | 9-10 | 4   | Lasker      | 1934 | [ nota 4 ]                                                                        |
| 3½   | 3½   | 5½   | 10   |     | Euwe        | 1944 | [ 15 ]                                                                            |
| 3½   | 3½   | 5    | 8½   | 4   | Lasker      | 1947 | Valores arrendondados. Torres e bispos do rei valem mais, os da rainha menos.     |
| 3    | 3+   | 5    | 9    |     | Horowitz    | 1951 | O bispo é "3 mais uma pequena fração".                                            |
| 3½   | 3½+  | 5    | 10   |     | Evans       | 1958 | Bispos valem 3¾ em um par de bispos.                                              |
| 3    | 3¼   | 5    | 9    |     | Fischer     | 1972 | [ 19 ]                                                                            |
| 3¼   | 3¼   | 5    | 9¾   |     | Kaufman     | 1999 | Adicione ½ para os bispos se formam um par de bispos.                             |
| 3,2  | 3,33 | 5,1  | 8,8  |     | Berliner    | 1999 | [ nota 8 ]                                                                        |
| 3½   | 3½   | 5    | 9½   |     |             |      | Programa de xadrez soviético                                                      |
| 3    | 3    | 4½   | 9    |     |             |      | Outro sistema popular.                                                            |
| 2,4  | 4    | 6,4  | 10,4 | 3   | Yevgeny Gik |      | Baseado em mobilidade média. Também analisa problemas sobre este tipo de análise. |

### Sistema de Hans Berliner
O campeão mundial de xadrez por correspondência Hans Berliner deu os seguintes valores, baseado em experiência e experimentos de computador:
- Peão = 1
- Cavalo = 3,2
- Bispo = 3,33
- Torre = 5,1
- Rainha = 8,8

Há ajustes para peões, baseado em fileira e colunas, e ajustes dependendo o quão aberto ou fechado o jogo é. O valor dos bispos, torres e rainhas pode aumentar em até 10% em posições abertas e podem diminuir em até 20% em posições fechadas. O valor dos cavalos pode aumentar em 50% em posições fechadas, e diminuir em até 30% caso estejam nos cantos do tabuleiro. O valor de um bispo bom pode ser 10% maior do que o de um bispo ruim.
|   | a | b | c | d | e | f | g | h |   |
| 8 | b7 preto peão · a6 preto peão · e6 preto peão · f6 preto peão · h6 preto peão · b3 branco peão · c3 branco peão · f3 branco peão · h3 branco peão · b2 branco peão · f2 branco peão · h2 branco peão | b7 preto peão · a6 preto peão · e6 preto peão · f6 preto peão · h6 preto peão · b3 branco peão · c3 branco peão · f3 branco peão · h3 branco peão · b2 branco peão · f2 branco peão · h2 branco peão | b7 preto peão · a6 preto peão · e6 preto peão · f6 preto peão · h6 preto peão · b3 branco peão · c3 branco peão · f3 branco peão · h3 branco peão · b2 branco peão · f2 branco peão · h2 branco peão | b7 preto peão · a6 preto peão · e6 preto peão · f6 preto peão · h6 preto peão · b3 branco peão · c3 branco peão · f3 branco peão · h3 branco peão · b2 branco peão · f2 branco peão · h2 branco peão | b7 preto peão · a6 preto peão · e6 preto peão · f6 preto peão · h6 preto peão · b3 branco peão · c3 branco peão · f3 branco peão · h3 branco peão · b2 branco peão · f2 branco peão · h2 branco peão | b7 preto peão · a6 preto peão · e6 preto peão · f6 preto peão · h6 preto peão · b3 branco peão · c3 branco peão · f3 branco peão · h3 branco peão · b2 branco peão · f2 branco peão · h2 branco peão | b7 preto peão · a6 preto peão · e6 preto peão · f6 preto peão · h6 preto peão · b3 branco peão · c3 branco peão · f3 branco peão · h3 branco peão · b2 branco peão · f2 branco peão · h2 branco peão | b7 preto peão · a6 preto peão · e6 preto peão · f6 preto peão · h6 preto peão · b3 branco peão · c3 branco peão · f3 branco peão · h3 branco peão · b2 branco peão · f2 branco peão · h2 branco peão | 8 |
| 7 | b7 preto peão · a6 preto peão · e6 preto peão · f6 preto peão · h6 preto peão · b3 branco peão · c3 branco peão · f3 branco peão · h3 branco peão · b2 branco peão · f2 branco peão · h2 branco peão | b7 preto peão · a6 preto peão · e6 preto peão · f6 preto peão · h6 preto peão · b3 branco peão · c3 branco peão · f3 branco peão · h3 branco peão · b2 branco peão · f2 branco peão · h2 branco peão | b7 preto peão · a6 preto peão · e6 preto peão · f6 preto peão · h6 preto peão · b3 branco peão · c3 branco peão · f3 branco peão · h3 branco peão · b2 branco peão · f2 branco peão · h2 branco peão | b7 preto peão · a6 preto peão · e6 preto peão · f6 preto peão · h6 preto peão · b3 branco peão · c3 branco peão · f3 branco peão · h3 branco peão · b2 branco peão · f2 branco peão · h2 branco peão | b7 preto peão · a6 preto peão · e6 preto peão · f6 preto peão · h6 preto peão · b3 branco peão · c3 branco peão · f3 branco peão · h3 branco peão · b2 branco peão · f2 branco peão · h2 branco peão | b7 preto peão · a6 preto peão · e6 preto peão · f6 preto peão · h6 preto peão · b3 branco peão · c3 branco peão · f3 branco peão · h3 branco peão · b2 branco peão · f2 branco peão · h2 branco peão | b7 preto peão · a6 preto peão · e6 preto peão · f6 preto peão · h6 preto peão · b3 branco peão · c3 branco peão · f3 branco peão · h3 branco peão · b2 branco peão · f2 branco peão · h2 branco peão | b7 preto peão · a6 preto peão · e6 preto peão · f6 preto peão · h6 preto peão · b3 branco peão · c3 branco peão · f3 branco peão · h3 branco peão · b2 branco peão · f2 branco peão · h2 branco peão | 7 |
| 6 | b7 preto peão · a6 preto peão · e6 preto peão · f6 preto peão · h6 preto peão · b3 branco peão · c3 branco peão · f3 branco peão · h3 branco peão · b2 branco peão · f2 branco peão · h2 branco peão | b7 preto peão · a6 preto peão · e6 preto peão · f6 preto peão · h6 preto peão · b3 branco peão · c3 branco peão · f3 branco peão · h3 branco peão · b2 branco peão · f2 branco peão · h2 branco peão | b7 preto peão · a6 preto peão · e6 preto peão · f6 preto peão · h6 preto peão · b3 branco peão · c3 branco peão · f3 branco peão · h3 branco peão · b2 branco peão · f2 branco peão · h2 branco peão | b7 preto peão · a6 preto peão · e6 preto peão · f6 preto peão · h6 preto peão · b3 branco peão · c3 branco peão · f3 branco peão · h3 branco peão · b2 branco peão · f2 branco peão · h2 branco peão | b7 preto peão · a6 preto peão · e6 preto peão · f6 preto peão · h6 preto peão · b3 branco peão · c3 branco peão · f3 branco peão · h3 branco peão · b2 branco peão · f2 branco peão · h2 branco peão | b7 preto peão · a6 preto peão · e6 preto peão · f6 preto peão · h6 preto peão · b3 branco peão · c3 branco peão · f3 branco peão · h3 branco peão · b2 branco peão · f2 branco peão · h2 branco peão | b7 preto peão · a6 preto peão · e6 preto peão · f6 preto peão · h6 preto peão · b3 branco peão · c3 branco peão · f3 branco peão · h3 branco peão · b2 branco peão · f2 branco peão · h2 branco peão | b7 preto peão · a6 preto peão · e6 preto peão · f6 preto peão · h6 preto peão · b3 branco peão · c3 branco peão · f3 branco peão · h3 branco peão · b2 branco peão · f2 branco peão · h2 branco peão | 6 |
| 5 | b7 preto peão · a6 preto peão · e6 preto peão · f6 preto peão · h6 preto peão · b3 branco peão · c3 branco peão · f3 branco peão · h3 branco peão · b2 branco peão · f2 branco peão · h2 branco peão | b7 preto peão · a6 preto peão · e6 preto peão · f6 preto peão · h6 preto peão · b3 branco peão · c3 branco peão · f3 branco peão · h3 branco peão · b2 branco peão · f2 branco peão · h2 branco peão | b7 preto peão · a6 preto peão · e6 preto peão · f6 preto peão · h6 preto peão · b3 branco peão · c3 branco peão · f3 branco peão · h3 branco peão · b2 branco peão · f2 branco peão · h2 branco peão | b7 preto peão · a6 preto peão · e6 preto peão · f6 preto peão · h6 preto peão · b3 branco peão · c3 branco peão · f3 branco peão · h3 branco peão · b2 branco peão · f2 branco peão · h2 branco peão | b7 preto peão · a6 preto peão · e6 preto peão · f6 preto peão · h6 preto peão · b3 branco peão · c3 branco peão · f3 branco peão · h3 branco peão · b2 branco peão · f2 branco peão · h2 branco peão | b7 preto peão · a6 preto peão · e6 preto peão · f6 preto peão · h6 preto peão · b3 branco peão · c3 branco peão · f3 branco peão · h3 branco peão · b2 branco peão · f2 branco peão · h2 branco peão | b7 preto peão · a6 preto peão · e6 preto peão · f6 preto peão · h6 preto peão · b3 branco peão · c3 branco peão · f3 branco peão · h3 branco peão · b2 branco peão · f2 branco peão · h2 branco peão | b7 preto peão · a6 preto peão · e6 preto peão · f6 preto peão · h6 preto peão · b3 branco peão · c3 branco peão · f3 branco peão · h3 branco peão · b2 branco peão · f2 branco peão · h2 branco peão | 5 |
| 4 | b7 preto peão · a6 preto peão · e6 preto peão · f6 preto peão · h6 preto peão · b3 branco peão · c3 branco peão · f3 branco peão · h3 branco peão · b2 branco peão · f2 branco peão · h2 branco peão | b7 preto peão · a6 preto peão · e6 preto peão · f6 preto peão · h6 preto peão · b3 branco peão · c3 branco peão · f3 branco peão · h3 branco peão · b2 branco peão · f2 branco peão · h2 branco peão | b7 preto peão · a6 preto peão · e6 preto peão · f6 preto peão · h6 preto peão · b3 branco peão · c3 branco peão · f3 branco peão · h3 branco peão · b2 branco peão · f2 branco peão · h2 branco peão | b7 preto peão · a6 preto peão · e6 preto peão · f6 preto peão · h6 preto peão · b3 branco peão · c3 branco peão · f3 branco peão · h3 branco peão · b2 branco peão · f2 branco peão · h2 branco peão | b7 preto peão · a6 preto peão · e6 preto peão · f6 preto peão · h6 preto peão · b3 branco peão · c3 branco peão · f3 branco peão · h3 branco peão · b2 branco peão · f2 branco peão · h2 branco peão | b7 preto peão · a6 preto peão · e6 preto peão · f6 preto peão · h6 preto peão · b3 branco peão · c3 branco peão · f3 branco peão · h3 branco peão · b2 branco peão · f2 branco peão · h2 branco peão | b7 preto peão · a6 preto peão · e6 preto peão · f6 preto peão · h6 preto peão · b3 branco peão · c3 branco peão · f3 branco peão · h3 branco peão · b2 branco peão · f2 branco peão · h2 branco peão | b7 preto peão · a6 preto peão · e6 preto peão · f6 preto peão · h6 preto peão · b3 branco peão · c3 branco peão · f3 branco peão · h3 branco peão · b2 branco peão · f2 branco peão · h2 branco peão | 4 |
| 3 | b7 preto peão · a6 preto peão · e6 preto peão · f6 preto peão · h6 preto peão · b3 branco peão · c3 branco peão · f3 branco peão · h3 branco peão · b2 branco peão · f2 branco peão · h2 branco peão | b7 preto peão · a6 preto peão · e6 preto peão · f6 preto peão · h6 preto peão · b3 branco peão · c3 branco peão · f3 branco peão · h3 branco peão · b2 branco peão · f2 branco peão · h2 branco peão | b7 preto peão · a6 preto peão · e6 preto peão · f6 preto peão · h6 preto peão · b3 branco peão · c3 branco peão · f3 branco peão · h3 branco peão · b2 branco peão · f2 branco peão · h2 branco peão | b7 preto peão · a6 preto peão · e6 preto peão · f6 preto peão · h6 preto peão · b3 branco peão · c3 branco peão · f3 branco peão · h3 branco peão · b2 branco peão · f2 branco peão · h2 branco peão | b7 preto peão · a6 preto peão · e6 preto peão · f6 preto peão · h6 preto peão · b3 branco peão · c3 branco peão · f3 branco peão · h3 branco peão · b2 branco peão · f2 branco peão · h2 branco peão | b7 preto peão · a6 preto peão · e6 preto peão · f6 preto peão · h6 preto peão · b3 branco peão · c3 branco peão · f3 branco peão · h3 branco peão · b2 branco peão · f2 branco peão · h2 branco peão | b7 preto peão · a6 preto peão · e6 preto peão · f6 preto peão · h6 preto peão · b3 branco peão · c3 branco peão · f3 branco peão · h3 branco peão · b2 branco peão · f2 branco peão · h2 branco peão | b7 preto peão · a6 preto peão · e6 preto peão · f6 preto peão · h6 preto peão · b3 branco peão · c3 branco peão · f3 branco peão · h3 branco peão · b2 branco peão · f2 branco peão · h2 branco peão | 3 |
| 2 | b7 preto peão · a6 preto peão · e6 preto peão · f6 preto peão · h6 preto peão · b3 branco peão · c3 branco peão · f3 branco peão · h3 branco peão · b2 branco peão · f2 branco peão · h2 branco peão | b7 preto peão · a6 preto peão · e6 preto peão · f6 preto peão · h6 preto peão · b3 branco peão · c3 branco peão · f3 branco peão · h3 branco peão · b2 branco peão · f2 branco peão · h2 branco peão | b7 preto peão · a6 preto peão · e6 preto peão · f6 preto peão · h6 preto peão · b3 branco peão · c3 branco peão · f3 branco peão · h3 branco peão · b2 branco peão · f2 branco peão · h2 branco peão | b7 preto peão · a6 preto peão · e6 preto peão · f6 preto peão · h6 preto peão · b3 branco peão · c3 branco peão · f3 branco peão · h3 branco peão · b2 branco peão · f2 branco peão · h2 branco peão | b7 preto peão · a6 preto peão · e6 preto peão · f6 preto peão · h6 preto peão · b3 branco peão · c3 branco peão · f3 branco peão · h3 branco peão · b2 branco peão · f2 branco peão · h2 branco peão | b7 preto peão · a6 preto peão · e6 preto peão · f6 preto peão · h6 preto peão · b3 branco peão · c3 branco peão · f3 branco peão · h3 branco peão · b2 branco peão · f2 branco peão · h2 branco peão | b7 preto peão · a6 preto peão · e6 preto peão · f6 preto peão · h6 preto peão · b3 branco peão · c3 branco peão · f3 branco peão · h3 branco peão · b2 branco peão · f2 branco peão · h2 branco peão | b7 preto peão · a6 preto peão · e6 preto peão · f6 preto peão · h6 preto peão · b3 branco peão · c3 branco peão · f3 branco peão · h3 branco peão · b2 branco peão · f2 branco peão · h2 branco peão | 2 |
| 1 | b7 preto peão · a6 preto peão · e6 preto peão · f6 preto peão · h6 preto peão · b3 branco peão · c3 branco peão · f3 branco peão · h3 branco peão · b2 branco peão · f2 branco peão · h2 branco peão | b7 preto peão · a6 preto peão · e6 preto peão · f6 preto peão · h6 preto peão · b3 branco peão · c3 branco peão · f3 branco peão · h3 branco peão · b2 branco peão · f2 branco peão · h2 branco peão | b7 preto peão · a6 preto peão · e6 preto peão · f6 preto peão · h6 preto peão · b3 branco peão · c3 branco peão · f3 branco peão · h3 branco peão · b2 branco peão · f2 branco peão · h2 branco peão | b7 preto peão · a6 preto peão · e6 preto peão · f6 preto peão · h6 preto peão · b3 branco peão · c3 branco peão · f3 branco peão · h3 branco peão · b2 branco peão · f2 branco peão · h2 branco peão | b7 preto peão · a6 preto peão · e6 preto peão · f6 preto peão · h6 preto peão · b3 branco peão · c3 branco peão · f3 branco peão · h3 branco peão · b2 branco peão · f2 branco peão · h2 branco peão | b7 preto peão · a6 preto peão · e6 preto peão · f6 preto peão · h6 preto peão · b3 branco peão · c3 branco peão · f3 branco peão · h3 branco peão · b2 branco peão · f2 branco peão · h2 branco peão | b7 preto peão · a6 preto peão · e6 preto peão · f6 preto peão · h6 preto peão · b3 branco peão · c3 branco peão · f3 branco peão · h3 branco peão · b2 branco peão · f2 branco peão · h2 branco peão | b7 preto peão · a6 preto peão · e6 preto peão · f6 preto peão · h6 preto peão · b3 branco peão · c3 branco peão · f3 branco peão · h3 branco peão · b2 branco peão · f2 branco peão · h2 branco peão | 1 |
|   | a | b | c | d | e | f | g | h |   |

Existem vários tipos de peões duplos, como o diagrama mostra. Os peões das brancas na coluna b são as melhores no diagrama, visto que avançar os peões e trocar podem liberar os peões em colunas cada uma contendo um peão. Os peões duplos na coluna b valem cerca de 0,75 pontos. O peão duplo em f2 vale cerca de 0,5 pontos. O segundo peão na coluna h vale apenas 0,33 pontos, e peões adicionais nesta coluna valem apenas 0,2 pontos.
| Fileira | Fileira a & h | Fileira b & g | Fileira c & f | Fileira d & e |
| ------- | ------------- | ------------- | ------------- | ------------- |
| 2       | 0,90          | 0,95          | 1,05          | 1,10          |
| 3       | 0,90          | 0,95          | 1,05          | 1,15          |
| 4       | 0,90          | 0,95          | 1,10          | 1,20          |
| 5       | 0,97          | 1,03          | 1,17          | 1,27          |
| 6       | 1,06          | 1,12          | 1,25          | 1,40          |

| Fileira | Fileira a & h | Fileira b & g | Fileira c & f | Fileira d & e |
| ------- | ------------- | ------------- | ------------- | ------------- |
| 2       | 1,20          | 1,05          | 0,95          | 0,90          |
| 3       | 1,20          | 1,05          | 0,95          | 0,90          |
| 4       | 1,25          | 1,10          | 1,00          | 0,95          |
| 5       | 1,33          | 1,17          | 1,07          | 1,00          |
| 6       | 1,45          | 1,29          | 1,16          | 1,05          |

| Fileira | Isolado | Conectado | Passado | Passado e conectado |
| ------- | ------- | --------- | ------- | ------------------- |
| 4       | 1,05    | 1,15      | 1,30    | 1,55                |
| 5       | 1,30    | 1,35      | 1,55    | 2,3                 |
| 6       | 2,1     | x         | x       | 3,5                 |

## Mudanças no valor no final
O valor relativo das peças muda à medida que o jogo progride para o final. O valor relativo dos peões e das torres pode aumentar, bem como o valor dos bispos, embora o aumento de valor dos últimos no geral seja menor. O cavalo tende a perder poder, e a força da rainha pode ser um pouco diminuída também. Alguns exemplos a seguir:
- Uma rainha contra duas torres:
  - No meio-jogo, os dois são iguais.
  - No final, as duas torres são ligeiramente mais fortes. Sem outras peças no tabuleiro, duas torres equivalem a uma dama e um peão.
- Uma torre contra duas peças menores:
  - Na abertura e no meio-jogo, uma torre e dois peões são mais fracos que dois bispos; iguais ou ligeiramente mais fracos que um bispo e um cavalo, e iguais a dois cavalos.
  - No final, uma torre e um peão equivalem a dois cavalos; e equivalem ou são ligeiramente mais fracos que um bispo e um cavalo; e equivalem a dois cavalos. Uma torre e dois peões equivalem a dois bispos.[24]
- Bispos são em geral mais fortes do que torres na abertura, enquanto que torres são no geral mais poderosos do que bispos durante o meio-jogo. As torres dominam as peças menores no final.[25]
- Como as tabelas no sistema Berliner mostram, o valor dos peões muda dramaticamente no final. Na abertura e no meio-jogo, peões nas colunas centrais são mais valiosos. No final do meio-jogo e no final, a situação se inverte, e peões nas alas tornam-se mais valiosos devido à sua maior chance de tornarem-se peões passados, e ameaçando serem promovidos. Quando cada lado possui cerca de 14 pontos, o valor de peões em qualquer fileira é aproximadamente igual. Caso uma posição tenha menos pontos por jogador, peões das alas tornam-se mais valiosos.[26]

## Problemas com o sistema
|   | a | b | c | d | e | f | g | h |   |
| 8 | a8 preto torre · d8 preto rainha · f8 preto torre · g8 preto rei · b7 preto bispo · d7 preto cavalo · e7 preto peão · f7 preto peão · g7 preto bispo · h7 preto peão · a6 preto peão · f6 preto cavalo · g6 preto peão · b5 preto peão · c5 preto peão · e5 branco cavalo · d4 branco peão · b3 branco bispo · c3 branco cavalo · e3 branco peão · a2 branco peão · b2 branco peão · e2 branco rainha · f2 branco peão · g2 branco peão · h2 branco peão · a1 branco torre · c1 branco bispo · f1 branco torre · g1 branco rei | a8 preto torre · d8 preto rainha · f8 preto torre · g8 preto rei · b7 preto bispo · d7 preto cavalo · e7 preto peão · f7 preto peão · g7 preto bispo · h7 preto peão · a6 preto peão · f6 preto cavalo · g6 preto peão · b5 preto peão · c5 preto peão · e5 branco cavalo · d4 branco peão · b3 branco bispo · c3 branco cavalo · e3 branco peão · a2 branco peão · b2 branco peão · e2 branco rainha · f2 branco peão · g2 branco peão · h2 branco peão · a1 branco torre · c1 branco bispo · f1 branco torre · g1 branco rei | a8 preto torre · d8 preto rainha · f8 preto torre · g8 preto rei · b7 preto bispo · d7 preto cavalo · e7 preto peão · f7 preto peão · g7 preto bispo · h7 preto peão · a6 preto peão · f6 preto cavalo · g6 preto peão · b5 preto peão · c5 preto peão · e5 branco cavalo · d4 branco peão · b3 branco bispo · c3 branco cavalo · e3 branco peão · a2 branco peão · b2 branco peão · e2 branco rainha · f2 branco peão · g2 branco peão · h2 branco peão · a1 branco torre · c1 branco bispo · f1 branco torre · g1 branco rei | a8 preto torre · d8 preto rainha · f8 preto torre · g8 preto rei · b7 preto bispo · d7 preto cavalo · e7 preto peão · f7 preto peão · g7 preto bispo · h7 preto peão · a6 preto peão · f6 preto cavalo · g6 preto peão · b5 preto peão · c5 preto peão · e5 branco cavalo · d4 branco peão · b3 branco bispo · c3 branco cavalo · e3 branco peão · a2 branco peão · b2 branco peão · e2 branco rainha · f2 branco peão · g2 branco peão · h2 branco peão · a1 branco torre · c1 branco bispo · f1 branco torre · g1 branco rei | a8 preto torre · d8 preto rainha · f8 preto torre · g8 preto rei · b7 preto bispo · d7 preto cavalo · e7 preto peão · f7 preto peão · g7 preto bispo · h7 preto peão · a6 preto peão · f6 preto cavalo · g6 preto peão · b5 preto peão · c5 preto peão · e5 branco cavalo · d4 branco peão · b3 branco bispo · c3 branco cavalo · e3 branco peão · a2 branco peão · b2 branco peão · e2 branco rainha · f2 branco peão · g2 branco peão · h2 branco peão · a1 branco torre · c1 branco bispo · f1 branco torre · g1 branco rei | a8 preto torre · d8 preto rainha · f8 preto torre · g8 preto rei · b7 preto bispo · d7 preto cavalo · e7 preto peão · f7 preto peão · g7 preto bispo · h7 preto peão · a6 preto peão · f6 preto cavalo · g6 preto peão · b5 preto peão · c5 preto peão · e5 branco cavalo · d4 branco peão · b3 branco bispo · c3 branco cavalo · e3 branco peão · a2 branco peão · b2 branco peão · e2 branco rainha · f2 branco peão · g2 branco peão · h2 branco peão · a1 branco torre · c1 branco bispo · f1 branco torre · g1 branco rei | a8 preto torre · d8 preto rainha · f8 preto torre · g8 preto rei · b7 preto bispo · d7 preto cavalo · e7 preto peão · f7 preto peão · g7 preto bispo · h7 preto peão · a6 preto peão · f6 preto cavalo · g6 preto peão · b5 preto peão · c5 preto peão · e5 branco cavalo · d4 branco peão · b3 branco bispo · c3 branco cavalo · e3 branco peão · a2 branco peão · b2 branco peão · e2 branco rainha · f2 branco peão · g2 branco peão · h2 branco peão · a1 branco torre · c1 branco bispo · f1 branco torre · g1 branco rei | a8 preto torre · d8 preto rainha · f8 preto torre · g8 preto rei · b7 preto bispo · d7 preto cavalo · e7 preto peão · f7 preto peão · g7 preto bispo · h7 preto peão · a6 preto peão · f6 preto cavalo · g6 preto peão · b5 preto peão · c5 preto peão · e5 branco cavalo · d4 branco peão · b3 branco bispo · c3 branco cavalo · e3 branco peão · a2 branco peão · b2 branco peão · e2 branco rainha · f2 branco peão · g2 branco peão · h2 branco peão · a1 branco torre · c1 branco bispo · f1 branco torre · g1 branco rei | 8 |
| 7 | a8 preto torre · d8 preto rainha · f8 preto torre · g8 preto rei · b7 preto bispo · d7 preto cavalo · e7 preto peão · f7 preto peão · g7 preto bispo · h7 preto peão · a6 preto peão · f6 preto cavalo · g6 preto peão · b5 preto peão · c5 preto peão · e5 branco cavalo · d4 branco peão · b3 branco bispo · c3 branco cavalo · e3 branco peão · a2 branco peão · b2 branco peão · e2 branco rainha · f2 branco peão · g2 branco peão · h2 branco peão · a1 branco torre · c1 branco bispo · f1 branco torre · g1 branco rei | a8 preto torre · d8 preto rainha · f8 preto torre · g8 preto rei · b7 preto bispo · d7 preto cavalo · e7 preto peão · f7 preto peão · g7 preto bispo · h7 preto peão · a6 preto peão · f6 preto cavalo · g6 preto peão · b5 preto peão · c5 preto peão · e5 branco cavalo · d4 branco peão · b3 branco bispo · c3 branco cavalo · e3 branco peão · a2 branco peão · b2 branco peão · e2 branco rainha · f2 branco peão · g2 branco peão · h2 branco peão · a1 branco torre · c1 branco bispo · f1 branco torre · g1 branco rei | a8 preto torre · d8 preto rainha · f8 preto torre · g8 preto rei · b7 preto bispo · d7 preto cavalo · e7 preto peão · f7 preto peão · g7 preto bispo · h7 preto peão · a6 preto peão · f6 preto cavalo · g6 preto peão · b5 preto peão · c5 preto peão · e5 branco cavalo · d4 branco peão · b3 branco bispo · c3 branco cavalo · e3 branco peão · a2 branco peão · b2 branco peão · e2 branco rainha · f2 branco peão · g2 branco peão · h2 branco peão · a1 branco torre · c1 branco bispo · f1 branco torre · g1 branco rei | a8 preto torre · d8 preto rainha · f8 preto torre · g8 preto rei · b7 preto bispo · d7 preto cavalo · e7 preto peão · f7 preto peão · g7 preto bispo · h7 preto peão · a6 preto peão · f6 preto cavalo · g6 preto peão · b5 preto peão · c5 preto peão · e5 branco cavalo · d4 branco peão · b3 branco bispo · c3 branco cavalo · e3 branco peão · a2 branco peão · b2 branco peão · e2 branco rainha · f2 branco peão · g2 branco peão · h2 branco peão · a1 branco torre · c1 branco bispo · f1 branco torre · g1 branco rei | a8 preto torre · d8 preto rainha · f8 preto torre · g8 preto rei · b7 preto bispo · d7 preto cavalo · e7 preto peão · f7 preto peão · g7 preto bispo · h7 preto peão · a6 preto peão · f6 preto cavalo · g6 preto peão · b5 preto peão · c5 preto peão · e5 branco cavalo · d4 branco peão · b3 branco bispo · c3 branco cavalo · e3 branco peão · a2 branco peão · b2 branco peão · e2 branco rainha · f2 branco peão · g2 branco peão · h2 branco peão · a1 branco torre · c1 branco bispo · f1 branco torre · g1 branco rei | a8 preto torre · d8 preto rainha · f8 preto torre · g8 preto rei · b7 preto bispo · d7 preto cavalo · e7 preto peão · f7 preto peão · g7 preto bispo · h7 preto peão · a6 preto peão · f6 preto cavalo · g6 preto peão · b5 preto peão · c5 preto peão · e5 branco cavalo · d4 branco peão · b3 branco bispo · c3 branco cavalo · e3 branco peão · a2 branco peão · b2 branco peão · e2 branco rainha · f2 branco peão · g2 branco peão · h2 branco peão · a1 branco torre · c1 branco bispo · f1 branco torre · g1 branco rei | a8 preto torre · d8 preto rainha · f8 preto torre · g8 preto rei · b7 preto bispo · d7 preto cavalo · e7 preto peão · f7 preto peão · g7 preto bispo · h7 preto peão · a6 preto peão · f6 preto cavalo · g6 preto peão · b5 preto peão · c5 preto peão · e5 branco cavalo · d4 branco peão · b3 branco bispo · c3 branco cavalo · e3 branco peão · a2 branco peão · b2 branco peão · e2 branco rainha · f2 branco peão · g2 branco peão · h2 branco peão · a1 branco torre · c1 branco bispo · f1 branco torre · g1 branco rei | a8 preto torre · d8 preto rainha · f8 preto torre · g8 preto rei · b7 preto bispo · d7 preto cavalo · e7 preto peão · f7 preto peão · g7 preto bispo · h7 preto peão · a6 preto peão · f6 preto cavalo · g6 preto peão · b5 preto peão · c5 preto peão · e5 branco cavalo · d4 branco peão · b3 branco bispo · c3 branco cavalo · e3 branco peão · a2 branco peão · b2 branco peão · e2 branco rainha · f2 branco peão · g2 branco peão · h2 branco peão · a1 branco torre · c1 branco bispo · f1 branco torre · g1 branco rei | 7 |
| 6 | a8 preto torre · d8 preto rainha · f8 preto torre · g8 preto rei · b7 preto bispo · d7 preto cavalo · e7 preto peão · f7 preto peão · g7 preto bispo · h7 preto peão · a6 preto peão · f6 preto cavalo · g6 preto peão · b5 preto peão · c5 preto peão · e5 branco cavalo · d4 branco peão · b3 branco bispo · c3 branco cavalo · e3 branco peão · a2 branco peão · b2 branco peão · e2 branco rainha · f2 branco peão · g2 branco peão · h2 branco peão · a1 branco torre · c1 branco bispo · f1 branco torre · g1 branco rei | a8 preto torre · d8 preto rainha · f8 preto torre · g8 preto rei · b7 preto bispo · d7 preto cavalo · e7 preto peão · f7 preto peão · g7 preto bispo · h7 preto peão · a6 preto peão · f6 preto cavalo · g6 preto peão · b5 preto peão · c5 preto peão · e5 branco cavalo · d4 branco peão · b3 branco bispo · c3 branco cavalo · e3 branco peão · a2 branco peão · b2 branco peão · e2 branco rainha · f2 branco peão · g2 branco peão · h2 branco peão · a1 branco torre · c1 branco bispo · f1 branco torre · g1 branco rei | a8 preto torre · d8 preto rainha · f8 preto torre · g8 preto rei · b7 preto bispo · d7 preto cavalo · e7 preto peão · f7 preto peão · g7 preto bispo · h7 preto peão · a6 preto peão · f6 preto cavalo · g6 preto peão · b5 preto peão · c5 preto peão · e5 branco cavalo · d4 branco peão · b3 branco bispo · c3 branco cavalo · e3 branco peão · a2 branco peão · b2 branco peão · e2 branco rainha · f2 branco peão · g2 branco peão · h2 branco peão · a1 branco torre · c1 branco bispo · f1 branco torre · g1 branco rei | a8 preto torre · d8 preto rainha · f8 preto torre · g8 preto rei · b7 preto bispo · d7 preto cavalo · e7 preto peão · f7 preto peão · g7 preto bispo · h7 preto peão · a6 preto peão · f6 preto cavalo · g6 preto peão · b5 preto peão · c5 preto peão · e5 branco cavalo · d4 branco peão · b3 branco bispo · c3 branco cavalo · e3 branco peão · a2 branco peão · b2 branco peão · e2 branco rainha · f2 branco peão · g2 branco peão · h2 branco peão · a1 branco torre · c1 branco bispo · f1 branco torre · g1 branco rei | a8 preto torre · d8 preto rainha · f8 preto torre · g8 preto rei · b7 preto bispo · d7 preto cavalo · e7 preto peão · f7 preto peão · g7 preto bispo · h7 preto peão · a6 preto peão · f6 preto cavalo · g6 preto peão · b5 preto peão · c5 preto peão · e5 branco cavalo · d4 branco peão · b3 branco bispo · c3 branco cavalo · e3 branco peão · a2 branco peão · b2 branco peão · e2 branco rainha · f2 branco peão · g2 branco peão · h2 branco peão · a1 branco torre · c1 branco bispo · f1 branco torre · g1 branco rei | a8 preto torre · d8 preto rainha · f8 preto torre · g8 preto rei · b7 preto bispo · d7 preto cavalo · e7 preto peão · f7 preto peão · g7 preto bispo · h7 preto peão · a6 preto peão · f6 preto cavalo · g6 preto peão · b5 preto peão · c5 preto peão · e5 branco cavalo · d4 branco peão · b3 branco bispo · c3 branco cavalo · e3 branco peão · a2 branco peão · b2 branco peão · e2 branco rainha · f2 branco peão · g2 branco peão · h2 branco peão · a1 branco torre · c1 branco bispo · f1 branco torre · g1 branco rei | a8 preto torre · d8 preto rainha · f8 preto torre · g8 preto rei · b7 preto bispo · d7 preto cavalo · e7 preto peão · f7 preto peão · g7 preto bispo · h7 preto peão · a6 preto peão · f6 preto cavalo · g6 preto peão · b5 preto peão · c5 preto peão · e5 branco cavalo · d4 branco peão · b3 branco bispo · c3 branco cavalo · e3 branco peão · a2 branco peão · b2 branco peão · e2 branco rainha · f2 branco peão · g2 branco peão · h2 branco peão · a1 branco torre · c1 branco bispo · f1 branco torre · g1 branco rei | a8 preto torre · d8 preto rainha · f8 preto torre · g8 preto rei · b7 preto bispo · d7 preto cavalo · e7 preto peão · f7 preto peão · g7 preto bispo · h7 preto peão · a6 preto peão · f6 preto cavalo · g6 preto peão · b5 preto peão · c5 preto peão · e5 branco cavalo · d4 branco peão · b3 branco bispo · c3 branco cavalo · e3 branco peão · a2 branco peão · b2 branco peão · e2 branco rainha · f2 branco peão · g2 branco peão · h2 branco peão · a1 branco torre · c1 branco bispo · f1 branco torre · g1 branco rei | 6 |
| 5 | a8 preto torre · d8 preto rainha · f8 preto torre · g8 preto rei · b7 preto bispo · d7 preto cavalo · e7 preto peão · f7 preto peão · g7 preto bispo · h7 preto peão · a6 preto peão · f6 preto cavalo · g6 preto peão · b5 preto peão · c5 preto peão · e5 branco cavalo · d4 branco peão · b3 branco bispo · c3 branco cavalo · e3 branco peão · a2 branco peão · b2 branco peão · e2 branco rainha · f2 branco peão · g2 branco peão · h2 branco peão · a1 branco torre · c1 branco bispo · f1 branco torre · g1 branco rei | a8 preto torre · d8 preto rainha · f8 preto torre · g8 preto rei · b7 preto bispo · d7 preto cavalo · e7 preto peão · f7 preto peão · g7 preto bispo · h7 preto peão · a6 preto peão · f6 preto cavalo · g6 preto peão · b5 preto peão · c5 preto peão · e5 branco cavalo · d4 branco peão · b3 branco bispo · c3 branco cavalo · e3 branco peão · a2 branco peão · b2 branco peão · e2 branco rainha · f2 branco peão · g2 branco peão · h2 branco peão · a1 branco torre · c1 branco bispo · f1 branco torre · g1 branco rei | a8 preto torre · d8 preto rainha · f8 preto torre · g8 preto rei · b7 preto bispo · d7 preto cavalo · e7 preto peão · f7 preto peão · g7 preto bispo · h7 preto peão · a6 preto peão · f6 preto cavalo · g6 preto peão · b5 preto peão · c5 preto peão · e5 branco cavalo · d4 branco peão · b3 branco bispo · c3 branco cavalo · e3 branco peão · a2 branco peão · b2 branco peão · e2 branco rainha · f2 branco peão · g2 branco peão · h2 branco peão · a1 branco torre · c1 branco bispo · f1 branco torre · g1 branco rei | a8 preto torre · d8 preto rainha · f8 preto torre · g8 preto rei · b7 preto bispo · d7 preto cavalo · e7 preto peão · f7 preto peão · g7 preto bispo · h7 preto peão · a6 preto peão · f6 preto cavalo · g6 preto peão · b5 preto peão · c5 preto peão · e5 branco cavalo · d4 branco peão · b3 branco bispo · c3 branco cavalo · e3 branco peão · a2 branco peão · b2 branco peão · e2 branco rainha · f2 branco peão · g2 branco peão · h2 branco peão · a1 branco torre · c1 branco bispo · f1 branco torre · g1 branco rei | a8 preto torre · d8 preto rainha · f8 preto torre · g8 preto rei · b7 preto bispo · d7 preto cavalo · e7 preto peão · f7 preto peão · g7 preto bispo · h7 preto peão · a6 preto peão · f6 preto cavalo · g6 preto peão · b5 preto peão · c5 preto peão · e5 branco cavalo · d4 branco peão · b3 branco bispo · c3 branco cavalo · e3 branco peão · a2 branco peão · b2 branco peão · e2 branco rainha · f2 branco peão · g2 branco peão · h2 branco peão · a1 branco torre · c1 branco bispo · f1 branco torre · g1 branco rei | a8 preto torre · d8 preto rainha · f8 preto torre · g8 preto rei · b7 preto bispo · d7 preto cavalo · e7 preto peão · f7 preto peão · g7 preto bispo · h7 preto peão · a6 preto peão · f6 preto cavalo · g6 preto peão · b5 preto peão · c5 preto peão · e5 branco cavalo · d4 branco peão · b3 branco bispo · c3 branco cavalo · e3 branco peão · a2 branco peão · b2 branco peão · e2 branco rainha · f2 branco peão · g2 branco peão · h2 branco peão · a1 branco torre · c1 branco bispo · f1 branco torre · g1 branco rei | a8 preto torre · d8 preto rainha · f8 preto torre · g8 preto rei · b7 preto bispo · d7 preto cavalo · e7 preto peão · f7 preto peão · g7 preto bispo · h7 preto peão · a6 preto peão · f6 preto cavalo · g6 preto peão · b5 preto peão · c5 preto peão · e5 branco cavalo · d4 branco peão · b3 branco bispo · c3 branco cavalo · e3 branco peão · a2 branco peão · b2 branco peão · e2 branco rainha · f2 branco peão · g2 branco peão · h2 branco peão · a1 branco torre · c1 branco bispo · f1 branco torre · g1 branco rei | a8 preto torre · d8 preto rainha · f8 preto torre · g8 preto rei · b7 preto bispo · d7 preto cavalo · e7 preto peão · f7 preto peão · g7 preto bispo · h7 preto peão · a6 preto peão · f6 preto cavalo · g6 preto peão · b5 preto peão · c5 preto peão · e5 branco cavalo · d4 branco peão · b3 branco bispo · c3 branco cavalo · e3 branco peão · a2 branco peão · b2 branco peão · e2 branco rainha · f2 branco peão · g2 branco peão · h2 branco peão · a1 branco torre · c1 branco bispo · f1 branco torre · g1 branco rei | 5 |
| 4 | a8 preto torre · d8 preto rainha · f8 preto torre · g8 preto rei · b7 preto bispo · d7 preto cavalo · e7 preto peão · f7 preto peão · g7 preto bispo · h7 preto peão · a6 preto peão · f6 preto cavalo · g6 preto peão · b5 preto peão · c5 preto peão · e5 branco cavalo · d4 branco peão · b3 branco bispo · c3 branco cavalo · e3 branco peão · a2 branco peão · b2 branco peão · e2 branco rainha · f2 branco peão · g2 branco peão · h2 branco peão · a1 branco torre · c1 branco bispo · f1 branco torre · g1 branco rei | a8 preto torre · d8 preto rainha · f8 preto torre · g8 preto rei · b7 preto bispo · d7 preto cavalo · e7 preto peão · f7 preto peão · g7 preto bispo · h7 preto peão · a6 preto peão · f6 preto cavalo · g6 preto peão · b5 preto peão · c5 preto peão · e5 branco cavalo · d4 branco peão · b3 branco bispo · c3 branco cavalo · e3 branco peão · a2 branco peão · b2 branco peão · e2 branco rainha · f2 branco peão · g2 branco peão · h2 branco peão · a1 branco torre · c1 branco bispo · f1 branco torre · g1 branco rei | a8 preto torre · d8 preto rainha · f8 preto torre · g8 preto rei · b7 preto bispo · d7 preto cavalo · e7 preto peão · f7 preto peão · g7 preto bispo · h7 preto peão · a6 preto peão · f6 preto cavalo · g6 preto peão · b5 preto peão · c5 preto peão · e5 branco cavalo · d4 branco peão · b3 branco bispo · c3 branco cavalo · e3 branco peão · a2 branco peão · b2 branco peão · e2 branco rainha · f2 branco peão · g2 branco peão · h2 branco peão · a1 branco torre · c1 branco bispo · f1 branco torre · g1 branco rei | a8 preto torre · d8 preto rainha · f8 preto torre · g8 preto rei · b7 preto bispo · d7 preto cavalo · e7 preto peão · f7 preto peão · g7 preto bispo · h7 preto peão · a6 preto peão · f6 preto cavalo · g6 preto peão · b5 preto peão · c5 preto peão · e5 branco cavalo · d4 branco peão · b3 branco bispo · c3 branco cavalo · e3 branco peão · a2 branco peão · b2 branco peão · e2 branco rainha · f2 branco peão · g2 branco peão · h2 branco peão · a1 branco torre · c1 branco bispo · f1 branco torre · g1 branco rei | a8 preto torre · d8 preto rainha · f8 preto torre · g8 preto rei · b7 preto bispo · d7 preto cavalo · e7 preto peão · f7 preto peão · g7 preto bispo · h7 preto peão · a6 preto peão · f6 preto cavalo · g6 preto peão · b5 preto peão · c5 preto peão · e5 branco cavalo · d4 branco peão · b3 branco bispo · c3 branco cavalo · e3 branco peão · a2 branco peão · b2 branco peão · e2 branco rainha · f2 branco peão · g2 branco peão · h2 branco peão · a1 branco torre · c1 branco bispo · f1 branco torre · g1 branco rei | a8 preto torre · d8 preto rainha · f8 preto torre · g8 preto rei · b7 preto bispo · d7 preto cavalo · e7 preto peão · f7 preto peão · g7 preto bispo · h7 preto peão · a6 preto peão · f6 preto cavalo · g6 preto peão · b5 preto peão · c5 preto peão · e5 branco cavalo · d4 branco peão · b3 branco bispo · c3 branco cavalo · e3 branco peão · a2 branco peão · b2 branco peão · e2 branco rainha · f2 branco peão · g2 branco peão · h2 branco peão · a1 branco torre · c1 branco bispo · f1 branco torre · g1 branco rei | a8 preto torre · d8 preto rainha · f8 preto torre · g8 preto rei · b7 preto bispo · d7 preto cavalo · e7 preto peão · f7 preto peão · g7 preto bispo · h7 preto peão · a6 preto peão · f6 preto cavalo · g6 preto peão · b5 preto peão · c5 preto peão · e5 branco cavalo · d4 branco peão · b3 branco bispo · c3 branco cavalo · e3 branco peão · a2 branco peão · b2 branco peão · e2 branco rainha · f2 branco peão · g2 branco peão · h2 branco peão · a1 branco torre · c1 branco bispo · f1 branco torre · g1 branco rei | a8 preto torre · d8 preto rainha · f8 preto torre · g8 preto rei · b7 preto bispo · d7 preto cavalo · e7 preto peão · f7 preto peão · g7 preto bispo · h7 preto peão · a6 preto peão · f6 preto cavalo · g6 preto peão · b5 preto peão · c5 preto peão · e5 branco cavalo · d4 branco peão · b3 branco bispo · c3 branco cavalo · e3 branco peão · a2 branco peão · b2 branco peão · e2 branco rainha · f2 branco peão · g2 branco peão · h2 branco peão · a1 branco torre · c1 branco bispo · f1 branco torre · g1 branco rei | 4 |
| 3 | a8 preto torre · d8 preto rainha · f8 preto torre · g8 preto rei · b7 preto bispo · d7 preto cavalo · e7 preto peão · f7 preto peão · g7 preto bispo · h7 preto peão · a6 preto peão · f6 preto cavalo · g6 preto peão · b5 preto peão · c5 preto peão · e5 branco cavalo · d4 branco peão · b3 branco bispo · c3 branco cavalo · e3 branco peão · a2 branco peão · b2 branco peão · e2 branco rainha · f2 branco peão · g2 branco peão · h2 branco peão · a1 branco torre · c1 branco bispo · f1 branco torre · g1 branco rei | a8 preto torre · d8 preto rainha · f8 preto torre · g8 preto rei · b7 preto bispo · d7 preto cavalo · e7 preto peão · f7 preto peão · g7 preto bispo · h7 preto peão · a6 preto peão · f6 preto cavalo · g6 preto peão · b5 preto peão · c5 preto peão · e5 branco cavalo · d4 branco peão · b3 branco bispo · c3 branco cavalo · e3 branco peão · a2 branco peão · b2 branco peão · e2 branco rainha · f2 branco peão · g2 branco peão · h2 branco peão · a1 branco torre · c1 branco bispo · f1 branco torre · g1 branco rei | a8 preto torre · d8 preto rainha · f8 preto torre · g8 preto rei · b7 preto bispo · d7 preto cavalo · e7 preto peão · f7 preto peão · g7 preto bispo · h7 preto peão · a6 preto peão · f6 preto cavalo · g6 preto peão · b5 preto peão · c5 preto peão · e5 branco cavalo · d4 branco peão · b3 branco bispo · c3 branco cavalo · e3 branco peão · a2 branco peão · b2 branco peão · e2 branco rainha · f2 branco peão · g2 branco peão · h2 branco peão · a1 branco torre · c1 branco bispo · f1 branco torre · g1 branco rei | a8 preto torre · d8 preto rainha · f8 preto torre · g8 preto rei · b7 preto bispo · d7 preto cavalo · e7 preto peão · f7 preto peão · g7 preto bispo · h7 preto peão · a6 preto peão · f6 preto cavalo · g6 preto peão · b5 preto peão · c5 preto peão · e5 branco cavalo · d4 branco peão · b3 branco bispo · c3 branco cavalo · e3 branco peão · a2 branco peão · b2 branco peão · e2 branco rainha · f2 branco peão · g2 branco peão · h2 branco peão · a1 branco torre · c1 branco bispo · f1 branco torre · g1 branco rei | a8 preto torre · d8 preto rainha · f8 preto torre · g8 preto rei · b7 preto bispo · d7 preto cavalo · e7 preto peão · f7 preto peão · g7 preto bispo · h7 preto peão · a6 preto peão · f6 preto cavalo · g6 preto peão · b5 preto peão · c5 preto peão · e5 branco cavalo · d4 branco peão · b3 branco bispo · c3 branco cavalo · e3 branco peão · a2 branco peão · b2 branco peão · e2 branco rainha · f2 branco peão · g2 branco peão · h2 branco peão · a1 branco torre · c1 branco bispo · f1 branco torre · g1 branco rei | a8 preto torre · d8 preto rainha · f8 preto torre · g8 preto rei · b7 preto bispo · d7 preto cavalo · e7 preto peão · f7 preto peão · g7 preto bispo · h7 preto peão · a6 preto peão · f6 preto cavalo · g6 preto peão · b5 preto peão · c5 preto peão · e5 branco cavalo · d4 branco peão · b3 branco bispo · c3 branco cavalo · e3 branco peão · a2 branco peão · b2 branco peão · e2 branco rainha · f2 branco peão · g2 branco peão · h2 branco peão · a1 branco torre · c1 branco bispo · f1 branco torre · g1 branco rei | a8 preto torre · d8 preto rainha · f8 preto torre · g8 preto rei · b7 preto bispo · d7 preto cavalo · e7 preto peão · f7 preto peão · g7 preto bispo · h7 preto peão · a6 preto peão · f6 preto cavalo · g6 preto peão · b5 preto peão · c5 preto peão · e5 branco cavalo · d4 branco peão · b3 branco bispo · c3 branco cavalo · e3 branco peão · a2 branco peão · b2 branco peão · e2 branco rainha · f2 branco peão · g2 branco peão · h2 branco peão · a1 branco torre · c1 branco bispo · f1 branco torre · g1 branco rei | a8 preto torre · d8 preto rainha · f8 preto torre · g8 preto rei · b7 preto bispo · d7 preto cavalo · e7 preto peão · f7 preto peão · g7 preto bispo · h7 preto peão · a6 preto peão · f6 preto cavalo · g6 preto peão · b5 preto peão · c5 preto peão · e5 branco cavalo · d4 branco peão · b3 branco bispo · c3 branco cavalo · e3 branco peão · a2 branco peão · b2 branco peão · e2 branco rainha · f2 branco peão · g2 branco peão · h2 branco peão · a1 branco torre · c1 branco bispo · f1 branco torre · g1 branco rei | 3 |
| 2 | a8 preto torre · d8 preto rainha · f8 preto torre · g8 preto rei · b7 preto bispo · d7 preto cavalo · e7 preto peão · f7 preto peão · g7 preto bispo · h7 preto peão · a6 preto peão · f6 preto cavalo · g6 preto peão · b5 preto peão · c5 preto peão · e5 branco cavalo · d4 branco peão · b3 branco bispo · c3 branco cavalo · e3 branco peão · a2 branco peão · b2 branco peão · e2 branco rainha · f2 branco peão · g2 branco peão · h2 branco peão · a1 branco torre · c1 branco bispo · f1 branco torre · g1 branco rei | a8 preto torre · d8 preto rainha · f8 preto torre · g8 preto rei · b7 preto bispo · d7 preto cavalo · e7 preto peão · f7 preto peão · g7 preto bispo · h7 preto peão · a6 preto peão · f6 preto cavalo · g6 preto peão · b5 preto peão · c5 preto peão · e5 branco cavalo · d4 branco peão · b3 branco bispo · c3 branco cavalo · e3 branco peão · a2 branco peão · b2 branco peão · e2 branco rainha · f2 branco peão · g2 branco peão · h2 branco peão · a1 branco torre · c1 branco bispo · f1 branco torre · g1 branco rei | a8 preto torre · d8 preto rainha · f8 preto torre · g8 preto rei · b7 preto bispo · d7 preto cavalo · e7 preto peão · f7 preto peão · g7 preto bispo · h7 preto peão · a6 preto peão · f6 preto cavalo · g6 preto peão · b5 preto peão · c5 preto peão · e5 branco cavalo · d4 branco peão · b3 branco bispo · c3 branco cavalo · e3 branco peão · a2 branco peão · b2 branco peão · e2 branco rainha · f2 branco peão · g2 branco peão · h2 branco peão · a1 branco torre · c1 branco bispo · f1 branco torre · g1 branco rei | a8 preto torre · d8 preto rainha · f8 preto torre · g8 preto rei · b7 preto bispo · d7 preto cavalo · e7 preto peão · f7 preto peão · g7 preto bispo · h7 preto peão · a6 preto peão · f6 preto cavalo · g6 preto peão · b5 preto peão · c5 preto peão · e5 branco cavalo · d4 branco peão · b3 branco bispo · c3 branco cavalo · e3 branco peão · a2 branco peão · b2 branco peão · e2 branco rainha · f2 branco peão · g2 branco peão · h2 branco peão · a1 branco torre · c1 branco bispo · f1 branco torre · g1 branco rei | a8 preto torre · d8 preto rainha · f8 preto torre · g8 preto rei · b7 preto bispo · d7 preto cavalo · e7 preto peão · f7 preto peão · g7 preto bispo · h7 preto peão · a6 preto peão · f6 preto cavalo · g6 preto peão · b5 preto peão · c5 preto peão · e5 branco cavalo · d4 branco peão · b3 branco bispo · c3 branco cavalo · e3 branco peão · a2 branco peão · b2 branco peão · e2 branco rainha · f2 branco peão · g2 branco peão · h2 branco peão · a1 branco torre · c1 branco bispo · f1 branco torre · g1 branco rei | a8 preto torre · d8 preto rainha · f8 preto torre · g8 preto rei · b7 preto bispo · d7 preto cavalo · e7 preto peão · f7 preto peão · g7 preto bispo · h7 preto peão · a6 preto peão · f6 preto cavalo · g6 preto peão · b5 preto peão · c5 preto peão · e5 branco cavalo · d4 branco peão · b3 branco bispo · c3 branco cavalo · e3 branco peão · a2 branco peão · b2 branco peão · e2 branco rainha · f2 branco peão · g2 branco peão · h2 branco peão · a1 branco torre · c1 branco bispo · f1 branco torre · g1 branco rei | a8 preto torre · d8 preto rainha · f8 preto torre · g8 preto rei · b7 preto bispo · d7 preto cavalo · e7 preto peão · f7 preto peão · g7 preto bispo · h7 preto peão · a6 preto peão · f6 preto cavalo · g6 preto peão · b5 preto peão · c5 preto peão · e5 branco cavalo · d4 branco peão · b3 branco bispo · c3 branco cavalo · e3 branco peão · a2 branco peão · b2 branco peão · e2 branco rainha · f2 branco peão · g2 branco peão · h2 branco peão · a1 branco torre · c1 branco bispo · f1 branco torre · g1 branco rei | a8 preto torre · d8 preto rainha · f8 preto torre · g8 preto rei · b7 preto bispo · d7 preto cavalo · e7 preto peão · f7 preto peão · g7 preto bispo · h7 preto peão · a6 preto peão · f6 preto cavalo · g6 preto peão · b5 preto peão · c5 preto peão · e5 branco cavalo · d4 branco peão · b3 branco bispo · c3 branco cavalo · e3 branco peão · a2 branco peão · b2 branco peão · e2 branco rainha · f2 branco peão · g2 branco peão · h2 branco peão · a1 branco torre · c1 branco bispo · f1 branco torre · g1 branco rei | 2 |
| 1 | a8 preto torre · d8 preto rainha · f8 preto torre · g8 preto rei · b7 preto bispo · d7 preto cavalo · e7 preto peão · f7 preto peão · g7 preto bispo · h7 preto peão · a6 preto peão · f6 preto cavalo · g6 preto peão · b5 preto peão · c5 preto peão · e5 branco cavalo · d4 branco peão · b3 branco bispo · c3 branco cavalo · e3 branco peão · a2 branco peão · b2 branco peão · e2 branco rainha · f2 branco peão · g2 branco peão · h2 branco peão · a1 branco torre · c1 branco bispo · f1 branco torre · g1 branco rei | a8 preto torre · d8 preto rainha · f8 preto torre · g8 preto rei · b7 preto bispo · d7 preto cavalo · e7 preto peão · f7 preto peão · g7 preto bispo · h7 preto peão · a6 preto peão · f6 preto cavalo · g6 preto peão · b5 preto peão · c5 preto peão · e5 branco cavalo · d4 branco peão · b3 branco bispo · c3 branco cavalo · e3 branco peão · a2 branco peão · b2 branco peão · e2 branco rainha · f2 branco peão · g2 branco peão · h2 branco peão · a1 branco torre · c1 branco bispo · f1 branco torre · g1 branco rei | a8 preto torre · d8 preto rainha · f8 preto torre · g8 preto rei · b7 preto bispo · d7 preto cavalo · e7 preto peão · f7 preto peão · g7 preto bispo · h7 preto peão · a6 preto peão · f6 preto cavalo · g6 preto peão · b5 preto peão · c5 preto peão · e5 branco cavalo · d4 branco peão · b3 branco bispo · c3 branco cavalo · e3 branco peão · a2 branco peão · b2 branco peão · e2 branco rainha · f2 branco peão · g2 branco peão · h2 branco peão · a1 branco torre · c1 branco bispo · f1 branco torre · g1 branco rei | a8 preto torre · d8 preto rainha · f8 preto torre · g8 preto rei · b7 preto bispo · d7 preto cavalo · e7 preto peão · f7 preto peão · g7 preto bispo · h7 preto peão · a6 preto peão · f6 preto cavalo · g6 preto peão · b5 preto peão · c5 preto peão · e5 branco cavalo · d4 branco peão · b3 branco bispo · c3 branco cavalo · e3 branco peão · a2 branco peão · b2 branco peão · e2 branco rainha · f2 branco peão · g2 branco peão · h2 branco peão · a1 branco torre · c1 branco bispo · f1 branco torre · g1 branco rei | a8 preto torre · d8 preto rainha · f8 preto torre · g8 preto rei · b7 preto bispo · d7 preto cavalo · e7 preto peão · f7 preto peão · g7 preto bispo · h7 preto peão · a6 preto peão · f6 preto cavalo · g6 preto peão · b5 preto peão · c5 preto peão · e5 branco cavalo · d4 branco peão · b3 branco bispo · c3 branco cavalo · e3 branco peão · a2 branco peão · b2 branco peão · e2 branco rainha · f2 branco peão · g2 branco peão · h2 branco peão · a1 branco torre · c1 branco bispo · f1 branco torre · g1 branco rei | a8 preto torre · d8 preto rainha · f8 preto torre · g8 preto rei · b7 preto bispo · d7 preto cavalo · e7 preto peão · f7 preto peão · g7 preto bispo · h7 preto peão · a6 preto peão · f6 preto cavalo · g6 preto peão · b5 preto peão · c5 preto peão · e5 branco cavalo · d4 branco peão · b3 branco bispo · c3 branco cavalo · e3 branco peão · a2 branco peão · b2 branco peão · e2 branco rainha · f2 branco peão · g2 branco peão · h2 branco peão · a1 branco torre · c1 branco bispo · f1 branco torre · g1 branco rei | a8 preto torre · d8 preto rainha · f8 preto torre · g8 preto rei · b7 preto bispo · d7 preto cavalo · e7 preto peão · f7 preto peão · g7 preto bispo · h7 preto peão · a6 preto peão · f6 preto cavalo · g6 preto peão · b5 preto peão · c5 preto peão · e5 branco cavalo · d4 branco peão · b3 branco bispo · c3 branco cavalo · e3 branco peão · a2 branco peão · b2 branco peão · e2 branco rainha · f2 branco peão · g2 branco peão · h2 branco peão · a1 branco torre · c1 branco bispo · f1 branco torre · g1 branco rei | a8 preto torre · d8 preto rainha · f8 preto torre · g8 preto rei · b7 preto bispo · d7 preto cavalo · e7 preto peão · f7 preto peão · g7 preto bispo · h7 preto peão · a6 preto peão · f6 preto cavalo · g6 preto peão · b5 preto peão · c5 preto peão · e5 branco cavalo · d4 branco peão · b3 branco bispo · c3 branco cavalo · e3 branco peão · a2 branco peão · b2 branco peão · e2 branco rainha · f2 branco peão · g2 branco peão · h2 branco peão · a1 branco torre · c1 branco bispo · f1 branco torre · g1 branco rei | 1 |
|   | a | b | c | d | e | f | g | h |   |

O sistema de valor relativos possui seus problemas. Por exemplo, posições onde bispos e cavalos podem ser trocados por uma torre e um peão são relativamente comuns, como o diagrama mostra. As brancas não devem fazer isso:
1. Cxf7? Txf7
2. Bxf7+ Kxf7
Esta troca parece ser balanceada (seis pontos por seis) mas não é visto que duas peças menores são melhores do que uma torre e um peão no meio-jogo.
Na maioria das aberturas, duas peças menores são melhores do que uma torre e um peão, e são no geral, pelo menos iguais a uma torre e dois peões, até que a posição esteja significativamente simplificada (ou seja, no final do meio jogo e no final). As peças menores são colocadas em jogo mais cedo do que as torres, e coordenam-se melhor, especialmente quando várias peças e peões permanecem no tabuleiro. As torres são desenvolvidas posteriormente, e são normalmente bloqueadas por peões até estágios posteriores do jogo.
|   | a | b | c | d | e | f | g | h |   |
| 8 | a8 preto torre · b8 preto cavalo · d8 preto rainha · f8 preto torre · c7 preto peão · e7 preto peão · f7 preto peão · g7 preto rei · h7 preto peão · a6 preto peão · g6 preto peão · b5 preto peão · d4 branco peão · b3 branco peão · c3 branco cavalo · f3 branco cavalo · b2 branco peão · f2 branco peão · g2 branco peão · h2 branco peão · a1 branco torre · c1 branco bispo · e1 branco rei · f1 branco bispo · h1 branco torre | a8 preto torre · b8 preto cavalo · d8 preto rainha · f8 preto torre · c7 preto peão · e7 preto peão · f7 preto peão · g7 preto rei · h7 preto peão · a6 preto peão · g6 preto peão · b5 preto peão · d4 branco peão · b3 branco peão · c3 branco cavalo · f3 branco cavalo · b2 branco peão · f2 branco peão · g2 branco peão · h2 branco peão · a1 branco torre · c1 branco bispo · e1 branco rei · f1 branco bispo · h1 branco torre | a8 preto torre · b8 preto cavalo · d8 preto rainha · f8 preto torre · c7 preto peão · e7 preto peão · f7 preto peão · g7 preto rei · h7 preto peão · a6 preto peão · g6 preto peão · b5 preto peão · d4 branco peão · b3 branco peão · c3 branco cavalo · f3 branco cavalo · b2 branco peão · f2 branco peão · g2 branco peão · h2 branco peão · a1 branco torre · c1 branco bispo · e1 branco rei · f1 branco bispo · h1 branco torre | a8 preto torre · b8 preto cavalo · d8 preto rainha · f8 preto torre · c7 preto peão · e7 preto peão · f7 preto peão · g7 preto rei · h7 preto peão · a6 preto peão · g6 preto peão · b5 preto peão · d4 branco peão · b3 branco peão · c3 branco cavalo · f3 branco cavalo · b2 branco peão · f2 branco peão · g2 branco peão · h2 branco peão · a1 branco torre · c1 branco bispo · e1 branco rei · f1 branco bispo · h1 branco torre | a8 preto torre · b8 preto cavalo · d8 preto rainha · f8 preto torre · c7 preto peão · e7 preto peão · f7 preto peão · g7 preto rei · h7 preto peão · a6 preto peão · g6 preto peão · b5 preto peão · d4 branco peão · b3 branco peão · c3 branco cavalo · f3 branco cavalo · b2 branco peão · f2 branco peão · g2 branco peão · h2 branco peão · a1 branco torre · c1 branco bispo · e1 branco rei · f1 branco bispo · h1 branco torre | a8 preto torre · b8 preto cavalo · d8 preto rainha · f8 preto torre · c7 preto peão · e7 preto peão · f7 preto peão · g7 preto rei · h7 preto peão · a6 preto peão · g6 preto peão · b5 preto peão · d4 branco peão · b3 branco peão · c3 branco cavalo · f3 branco cavalo · b2 branco peão · f2 branco peão · g2 branco peão · h2 branco peão · a1 branco torre · c1 branco bispo · e1 branco rei · f1 branco bispo · h1 branco torre | a8 preto torre · b8 preto cavalo · d8 preto rainha · f8 preto torre · c7 preto peão · e7 preto peão · f7 preto peão · g7 preto rei · h7 preto peão · a6 preto peão · g6 preto peão · b5 preto peão · d4 branco peão · b3 branco peão · c3 branco cavalo · f3 branco cavalo · b2 branco peão · f2 branco peão · g2 branco peão · h2 branco peão · a1 branco torre · c1 branco bispo · e1 branco rei · f1 branco bispo · h1 branco torre | a8 preto torre · b8 preto cavalo · d8 preto rainha · f8 preto torre · c7 preto peão · e7 preto peão · f7 preto peão · g7 preto rei · h7 preto peão · a6 preto peão · g6 preto peão · b5 preto peão · d4 branco peão · b3 branco peão · c3 branco cavalo · f3 branco cavalo · b2 branco peão · f2 branco peão · g2 branco peão · h2 branco peão · a1 branco torre · c1 branco bispo · e1 branco rei · f1 branco bispo · h1 branco torre | 8 |
| 7 | a8 preto torre · b8 preto cavalo · d8 preto rainha · f8 preto torre · c7 preto peão · e7 preto peão · f7 preto peão · g7 preto rei · h7 preto peão · a6 preto peão · g6 preto peão · b5 preto peão · d4 branco peão · b3 branco peão · c3 branco cavalo · f3 branco cavalo · b2 branco peão · f2 branco peão · g2 branco peão · h2 branco peão · a1 branco torre · c1 branco bispo · e1 branco rei · f1 branco bispo · h1 branco torre | a8 preto torre · b8 preto cavalo · d8 preto rainha · f8 preto torre · c7 preto peão · e7 preto peão · f7 preto peão · g7 preto rei · h7 preto peão · a6 preto peão · g6 preto peão · b5 preto peão · d4 branco peão · b3 branco peão · c3 branco cavalo · f3 branco cavalo · b2 branco peão · f2 branco peão · g2 branco peão · h2 branco peão · a1 branco torre · c1 branco bispo · e1 branco rei · f1 branco bispo · h1 branco torre | a8 preto torre · b8 preto cavalo · d8 preto rainha · f8 preto torre · c7 preto peão · e7 preto peão · f7 preto peão · g7 preto rei · h7 preto peão · a6 preto peão · g6 preto peão · b5 preto peão · d4 branco peão · b3 branco peão · c3 branco cavalo · f3 branco cavalo · b2 branco peão · f2 branco peão · g2 branco peão · h2 branco peão · a1 branco torre · c1 branco bispo · e1 branco rei · f1 branco bispo · h1 branco torre | a8 preto torre · b8 preto cavalo · d8 preto rainha · f8 preto torre · c7 preto peão · e7 preto peão · f7 preto peão · g7 preto rei · h7 preto peão · a6 preto peão · g6 preto peão · b5 preto peão · d4 branco peão · b3 branco peão · c3 branco cavalo · f3 branco cavalo · b2 branco peão · f2 branco peão · g2 branco peão · h2 branco peão · a1 branco torre · c1 branco bispo · e1 branco rei · f1 branco bispo · h1 branco torre | a8 preto torre · b8 preto cavalo · d8 preto rainha · f8 preto torre · c7 preto peão · e7 preto peão · f7 preto peão · g7 preto rei · h7 preto peão · a6 preto peão · g6 preto peão · b5 preto peão · d4 branco peão · b3 branco peão · c3 branco cavalo · f3 branco cavalo · b2 branco peão · f2 branco peão · g2 branco peão · h2 branco peão · a1 branco torre · c1 branco bispo · e1 branco rei · f1 branco bispo · h1 branco torre | a8 preto torre · b8 preto cavalo · d8 preto rainha · f8 preto torre · c7 preto peão · e7 preto peão · f7 preto peão · g7 preto rei · h7 preto peão · a6 preto peão · g6 preto peão · b5 preto peão · d4 branco peão · b3 branco peão · c3 branco cavalo · f3 branco cavalo · b2 branco peão · f2 branco peão · g2 branco peão · h2 branco peão · a1 branco torre · c1 branco bispo · e1 branco rei · f1 branco bispo · h1 branco torre | a8 preto torre · b8 preto cavalo · d8 preto rainha · f8 preto torre · c7 preto peão · e7 preto peão · f7 preto peão · g7 preto rei · h7 preto peão · a6 preto peão · g6 preto peão · b5 preto peão · d4 branco peão · b3 branco peão · c3 branco cavalo · f3 branco cavalo · b2 branco peão · f2 branco peão · g2 branco peão · h2 branco peão · a1 branco torre · c1 branco bispo · e1 branco rei · f1 branco bispo · h1 branco torre | a8 preto torre · b8 preto cavalo · d8 preto rainha · f8 preto torre · c7 preto peão · e7 preto peão · f7 preto peão · g7 preto rei · h7 preto peão · a6 preto peão · g6 preto peão · b5 preto peão · d4 branco peão · b3 branco peão · c3 branco cavalo · f3 branco cavalo · b2 branco peão · f2 branco peão · g2 branco peão · h2 branco peão · a1 branco torre · c1 branco bispo · e1 branco rei · f1 branco bispo · h1 branco torre | 7 |
| 6 | a8 preto torre · b8 preto cavalo · d8 preto rainha · f8 preto torre · c7 preto peão · e7 preto peão · f7 preto peão · g7 preto rei · h7 preto peão · a6 preto peão · g6 preto peão · b5 preto peão · d4 branco peão · b3 branco peão · c3 branco cavalo · f3 branco cavalo · b2 branco peão · f2 branco peão · g2 branco peão · h2 branco peão · a1 branco torre · c1 branco bispo · e1 branco rei · f1 branco bispo · h1 branco torre | a8 preto torre · b8 preto cavalo · d8 preto rainha · f8 preto torre · c7 preto peão · e7 preto peão · f7 preto peão · g7 preto rei · h7 preto peão · a6 preto peão · g6 preto peão · b5 preto peão · d4 branco peão · b3 branco peão · c3 branco cavalo · f3 branco cavalo · b2 branco peão · f2 branco peão · g2 branco peão · h2 branco peão · a1 branco torre · c1 branco bispo · e1 branco rei · f1 branco bispo · h1 branco torre | a8 preto torre · b8 preto cavalo · d8 preto rainha · f8 preto torre · c7 preto peão · e7 preto peão · f7 preto peão · g7 preto rei · h7 preto peão · a6 preto peão · g6 preto peão · b5 preto peão · d4 branco peão · b3 branco peão · c3 branco cavalo · f3 branco cavalo · b2 branco peão · f2 branco peão · g2 branco peão · h2 branco peão · a1 branco torre · c1 branco bispo · e1 branco rei · f1 branco bispo · h1 branco torre | a8 preto torre · b8 preto cavalo · d8 preto rainha · f8 preto torre · c7 preto peão · e7 preto peão · f7 preto peão · g7 preto rei · h7 preto peão · a6 preto peão · g6 preto peão · b5 preto peão · d4 branco peão · b3 branco peão · c3 branco cavalo · f3 branco cavalo · b2 branco peão · f2 branco peão · g2 branco peão · h2 branco peão · a1 branco torre · c1 branco bispo · e1 branco rei · f1 branco bispo · h1 branco torre | a8 preto torre · b8 preto cavalo · d8 preto rainha · f8 preto torre · c7 preto peão · e7 preto peão · f7 preto peão · g7 preto rei · h7 preto peão · a6 preto peão · g6 preto peão · b5 preto peão · d4 branco peão · b3 branco peão · c3 branco cavalo · f3 branco cavalo · b2 branco peão · f2 branco peão · g2 branco peão · h2 branco peão · a1 branco torre · c1 branco bispo · e1 branco rei · f1 branco bispo · h1 branco torre | a8 preto torre · b8 preto cavalo · d8 preto rainha · f8 preto torre · c7 preto peão · e7 preto peão · f7 preto peão · g7 preto rei · h7 preto peão · a6 preto peão · g6 preto peão · b5 preto peão · d4 branco peão · b3 branco peão · c3 branco cavalo · f3 branco cavalo · b2 branco peão · f2 branco peão · g2 branco peão · h2 branco peão · a1 branco torre · c1 branco bispo · e1 branco rei · f1 branco bispo · h1 branco torre | a8 preto torre · b8 preto cavalo · d8 preto rainha · f8 preto torre · c7 preto peão · e7 preto peão · f7 preto peão · g7 preto rei · h7 preto peão · a6 preto peão · g6 preto peão · b5 preto peão · d4 branco peão · b3 branco peão · c3 branco cavalo · f3 branco cavalo · b2 branco peão · f2 branco peão · g2 branco peão · h2 branco peão · a1 branco torre · c1 branco bispo · e1 branco rei · f1 branco bispo · h1 branco torre | a8 preto torre · b8 preto cavalo · d8 preto rainha · f8 preto torre · c7 preto peão · e7 preto peão · f7 preto peão · g7 preto rei · h7 preto peão · a6 preto peão · g6 preto peão · b5 preto peão · d4 branco peão · b3 branco peão · c3 branco cavalo · f3 branco cavalo · b2 branco peão · f2 branco peão · g2 branco peão · h2 branco peão · a1 branco torre · c1 branco bispo · e1 branco rei · f1 branco bispo · h1 branco torre | 6 |
| 5 | a8 preto torre · b8 preto cavalo · d8 preto rainha · f8 preto torre · c7 preto peão · e7 preto peão · f7 preto peão · g7 preto rei · h7 preto peão · a6 preto peão · g6 preto peão · b5 preto peão · d4 branco peão · b3 branco peão · c3 branco cavalo · f3 branco cavalo · b2 branco peão · f2 branco peão · g2 branco peão · h2 branco peão · a1 branco torre · c1 branco bispo · e1 branco rei · f1 branco bispo · h1 branco torre | a8 preto torre · b8 preto cavalo · d8 preto rainha · f8 preto torre · c7 preto peão · e7 preto peão · f7 preto peão · g7 preto rei · h7 preto peão · a6 preto peão · g6 preto peão · b5 preto peão · d4 branco peão · b3 branco peão · c3 branco cavalo · f3 branco cavalo · b2 branco peão · f2 branco peão · g2 branco peão · h2 branco peão · a1 branco torre · c1 branco bispo · e1 branco rei · f1 branco bispo · h1 branco torre | a8 preto torre · b8 preto cavalo · d8 preto rainha · f8 preto torre · c7 preto peão · e7 preto peão · f7 preto peão · g7 preto rei · h7 preto peão · a6 preto peão · g6 preto peão · b5 preto peão · d4 branco peão · b3 branco peão · c3 branco cavalo · f3 branco cavalo · b2 branco peão · f2 branco peão · g2 branco peão · h2 branco peão · a1 branco torre · c1 branco bispo · e1 branco rei · f1 branco bispo · h1 branco torre | a8 preto torre · b8 preto cavalo · d8 preto rainha · f8 preto torre · c7 preto peão · e7 preto peão · f7 preto peão · g7 preto rei · h7 preto peão · a6 preto peão · g6 preto peão · b5 preto peão · d4 branco peão · b3 branco peão · c3 branco cavalo · f3 branco cavalo · b2 branco peão · f2 branco peão · g2 branco peão · h2 branco peão · a1 branco torre · c1 branco bispo · e1 branco rei · f1 branco bispo · h1 branco torre | a8 preto torre · b8 preto cavalo · d8 preto rainha · f8 preto torre · c7 preto peão · e7 preto peão · f7 preto peão · g7 preto rei · h7 preto peão · a6 preto peão · g6 preto peão · b5 preto peão · d4 branco peão · b3 branco peão · c3 branco cavalo · f3 branco cavalo · b2 branco peão · f2 branco peão · g2 branco peão · h2 branco peão · a1 branco torre · c1 branco bispo · e1 branco rei · f1 branco bispo · h1 branco torre | a8 preto torre · b8 preto cavalo · d8 preto rainha · f8 preto torre · c7 preto peão · e7 preto peão · f7 preto peão · g7 preto rei · h7 preto peão · a6 preto peão · g6 preto peão · b5 preto peão · d4 branco peão · b3 branco peão · c3 branco cavalo · f3 branco cavalo · b2 branco peão · f2 branco peão · g2 branco peão · h2 branco peão · a1 branco torre · c1 branco bispo · e1 branco rei · f1 branco bispo · h1 branco torre | a8 preto torre · b8 preto cavalo · d8 preto rainha · f8 preto torre · c7 preto peão · e7 preto peão · f7 preto peão · g7 preto rei · h7 preto peão · a6 preto peão · g6 preto peão · b5 preto peão · d4 branco peão · b3 branco peão · c3 branco cavalo · f3 branco cavalo · b2 branco peão · f2 branco peão · g2 branco peão · h2 branco peão · a1 branco torre · c1 branco bispo · e1 branco rei · f1 branco bispo · h1 branco torre | a8 preto torre · b8 preto cavalo · d8 preto rainha · f8 preto torre · c7 preto peão · e7 preto peão · f7 preto peão · g7 preto rei · h7 preto peão · a6 preto peão · g6 preto peão · b5 preto peão · d4 branco peão · b3 branco peão · c3 branco cavalo · f3 branco cavalo · b2 branco peão · f2 branco peão · g2 branco peão · h2 branco peão · a1 branco torre · c1 branco bispo · e1 branco rei · f1 branco bispo · h1 branco torre | 5 |
| 4 | a8 preto torre · b8 preto cavalo · d8 preto rainha · f8 preto torre · c7 preto peão · e7 preto peão · f7 preto peão · g7 preto rei · h7 preto peão · a6 preto peão · g6 preto peão · b5 preto peão · d4 branco peão · b3 branco peão · c3 branco cavalo · f3 branco cavalo · b2 branco peão · f2 branco peão · g2 branco peão · h2 branco peão · a1 branco torre · c1 branco bispo · e1 branco rei · f1 branco bispo · h1 branco torre | a8 preto torre · b8 preto cavalo · d8 preto rainha · f8 preto torre · c7 preto peão · e7 preto peão · f7 preto peão · g7 preto rei · h7 preto peão · a6 preto peão · g6 preto peão · b5 preto peão · d4 branco peão · b3 branco peão · c3 branco cavalo · f3 branco cavalo · b2 branco peão · f2 branco peão · g2 branco peão · h2 branco peão · a1 branco torre · c1 branco bispo · e1 branco rei · f1 branco bispo · h1 branco torre | a8 preto torre · b8 preto cavalo · d8 preto rainha · f8 preto torre · c7 preto peão · e7 preto peão · f7 preto peão · g7 preto rei · h7 preto peão · a6 preto peão · g6 preto peão · b5 preto peão · d4 branco peão · b3 branco peão · c3 branco cavalo · f3 branco cavalo · b2 branco peão · f2 branco peão · g2 branco peão · h2 branco peão · a1 branco torre · c1 branco bispo · e1 branco rei · f1 branco bispo · h1 branco torre | a8 preto torre · b8 preto cavalo · d8 preto rainha · f8 preto torre · c7 preto peão · e7 preto peão · f7 preto peão · g7 preto rei · h7 preto peão · a6 preto peão · g6 preto peão · b5 preto peão · d4 branco peão · b3 branco peão · c3 branco cavalo · f3 branco cavalo · b2 branco peão · f2 branco peão · g2 branco peão · h2 branco peão · a1 branco torre · c1 branco bispo · e1 branco rei · f1 branco bispo · h1 branco torre | a8 preto torre · b8 preto cavalo · d8 preto rainha · f8 preto torre · c7 preto peão · e7 preto peão · f7 preto peão · g7 preto rei · h7 preto peão · a6 preto peão · g6 preto peão · b5 preto peão · d4 branco peão · b3 branco peão · c3 branco cavalo · f3 branco cavalo · b2 branco peão · f2 branco peão · g2 branco peão · h2 branco peão · a1 branco torre · c1 branco bispo · e1 branco rei · f1 branco bispo · h1 branco torre | a8 preto torre · b8 preto cavalo · d8 preto rainha · f8 preto torre · c7 preto peão · e7 preto peão · f7 preto peão · g7 preto rei · h7 preto peão · a6 preto peão · g6 preto peão · b5 preto peão · d4 branco peão · b3 branco peão · c3 branco cavalo · f3 branco cavalo · b2 branco peão · f2 branco peão · g2 branco peão · h2 branco peão · a1 branco torre · c1 branco bispo · e1 branco rei · f1 branco bispo · h1 branco torre | a8 preto torre · b8 preto cavalo · d8 preto rainha · f8 preto torre · c7 preto peão · e7 preto peão · f7 preto peão · g7 preto rei · h7 preto peão · a6 preto peão · g6 preto peão · b5 preto peão · d4 branco peão · b3 branco peão · c3 branco cavalo · f3 branco cavalo · b2 branco peão · f2 branco peão · g2 branco peão · h2 branco peão · a1 branco torre · c1 branco bispo · e1 branco rei · f1 branco bispo · h1 branco torre | a8 preto torre · b8 preto cavalo · d8 preto rainha · f8 preto torre · c7 preto peão · e7 preto peão · f7 preto peão · g7 preto rei · h7 preto peão · a6 preto peão · g6 preto peão · b5 preto peão · d4 branco peão · b3 branco peão · c3 branco cavalo · f3 branco cavalo · b2 branco peão · f2 branco peão · g2 branco peão · h2 branco peão · a1 branco torre · c1 branco bispo · e1 branco rei · f1 branco bispo · h1 branco torre | 4 |
| 3 | a8 preto torre · b8 preto cavalo · d8 preto rainha · f8 preto torre · c7 preto peão · e7 preto peão · f7 preto peão · g7 preto rei · h7 preto peão · a6 preto peão · g6 preto peão · b5 preto peão · d4 branco peão · b3 branco peão · c3 branco cavalo · f3 branco cavalo · b2 branco peão · f2 branco peão · g2 branco peão · h2 branco peão · a1 branco torre · c1 branco bispo · e1 branco rei · f1 branco bispo · h1 branco torre | a8 preto torre · b8 preto cavalo · d8 preto rainha · f8 preto torre · c7 preto peão · e7 preto peão · f7 preto peão · g7 preto rei · h7 preto peão · a6 preto peão · g6 preto peão · b5 preto peão · d4 branco peão · b3 branco peão · c3 branco cavalo · f3 branco cavalo · b2 branco peão · f2 branco peão · g2 branco peão · h2 branco peão · a1 branco torre · c1 branco bispo · e1 branco rei · f1 branco bispo · h1 branco torre | a8 preto torre · b8 preto cavalo · d8 preto rainha · f8 preto torre · c7 preto peão · e7 preto peão · f7 preto peão · g7 preto rei · h7 preto peão · a6 preto peão · g6 preto peão · b5 preto peão · d4 branco peão · b3 branco peão · c3 branco cavalo · f3 branco cavalo · b2 branco peão · f2 branco peão · g2 branco peão · h2 branco peão · a1 branco torre · c1 branco bispo · e1 branco rei · f1 branco bispo · h1 branco torre | a8 preto torre · b8 preto cavalo · d8 preto rainha · f8 preto torre · c7 preto peão · e7 preto peão · f7 preto peão · g7 preto rei · h7 preto peão · a6 preto peão · g6 preto peão · b5 preto peão · d4 branco peão · b3 branco peão · c3 branco cavalo · f3 branco cavalo · b2 branco peão · f2 branco peão · g2 branco peão · h2 branco peão · a1 branco torre · c1 branco bispo · e1 branco rei · f1 branco bispo · h1 branco torre | a8 preto torre · b8 preto cavalo · d8 preto rainha · f8 preto torre · c7 preto peão · e7 preto peão · f7 preto peão · g7 preto rei · h7 preto peão · a6 preto peão · g6 preto peão · b5 preto peão · d4 branco peão · b3 branco peão · c3 branco cavalo · f3 branco cavalo · b2 branco peão · f2 branco peão · g2 branco peão · h2 branco peão · a1 branco torre · c1 branco bispo · e1 branco rei · f1 branco bispo · h1 branco torre | a8 preto torre · b8 preto cavalo · d8 preto rainha · f8 preto torre · c7 preto peão · e7 preto peão · f7 preto peão · g7 preto rei · h7 preto peão · a6 preto peão · g6 preto peão · b5 preto peão · d4 branco peão · b3 branco peão · c3 branco cavalo · f3 branco cavalo · b2 branco peão · f2 branco peão · g2 branco peão · h2 branco peão · a1 branco torre · c1 branco bispo · e1 branco rei · f1 branco bispo · h1 branco torre | a8 preto torre · b8 preto cavalo · d8 preto rainha · f8 preto torre · c7 preto peão · e7 preto peão · f7 preto peão · g7 preto rei · h7 preto peão · a6 preto peão · g6 preto peão · b5 preto peão · d4 branco peão · b3 branco peão · c3 branco cavalo · f3 branco cavalo · b2 branco peão · f2 branco peão · g2 branco peão · h2 branco peão · a1 branco torre · c1 branco bispo · e1 branco rei · f1 branco bispo · h1 branco torre | a8 preto torre · b8 preto cavalo · d8 preto rainha · f8 preto torre · c7 preto peão · e7 preto peão · f7 preto peão · g7 preto rei · h7 preto peão · a6 preto peão · g6 preto peão · b5 preto peão · d4 branco peão · b3 branco peão · c3 branco cavalo · f3 branco cavalo · b2 branco peão · f2 branco peão · g2 branco peão · h2 branco peão · a1 branco torre · c1 branco bispo · e1 branco rei · f1 branco bispo · h1 branco torre | 3 |
| 2 | a8 preto torre · b8 preto cavalo · d8 preto rainha · f8 preto torre · c7 preto peão · e7 preto peão · f7 preto peão · g7 preto rei · h7 preto peão · a6 preto peão · g6 preto peão · b5 preto peão · d4 branco peão · b3 branco peão · c3 branco cavalo · f3 branco cavalo · b2 branco peão · f2 branco peão · g2 branco peão · h2 branco peão · a1 branco torre · c1 branco bispo · e1 branco rei · f1 branco bispo · h1 branco torre | a8 preto torre · b8 preto cavalo · d8 preto rainha · f8 preto torre · c7 preto peão · e7 preto peão · f7 preto peão · g7 preto rei · h7 preto peão · a6 preto peão · g6 preto peão · b5 preto peão · d4 branco peão · b3 branco peão · c3 branco cavalo · f3 branco cavalo · b2 branco peão · f2 branco peão · g2 branco peão · h2 branco peão · a1 branco torre · c1 branco bispo · e1 branco rei · f1 branco bispo · h1 branco torre | a8 preto torre · b8 preto cavalo · d8 preto rainha · f8 preto torre · c7 preto peão · e7 preto peão · f7 preto peão · g7 preto rei · h7 preto peão · a6 preto peão · g6 preto peão · b5 preto peão · d4 branco peão · b3 branco peão · c3 branco cavalo · f3 branco cavalo · b2 branco peão · f2 branco peão · g2 branco peão · h2 branco peão · a1 branco torre · c1 branco bispo · e1 branco rei · f1 branco bispo · h1 branco torre | a8 preto torre · b8 preto cavalo · d8 preto rainha · f8 preto torre · c7 preto peão · e7 preto peão · f7 preto peão · g7 preto rei · h7 preto peão · a6 preto peão · g6 preto peão · b5 preto peão · d4 branco peão · b3 branco peão · c3 branco cavalo · f3 branco cavalo · b2 branco peão · f2 branco peão · g2 branco peão · h2 branco peão · a1 branco torre · c1 branco bispo · e1 branco rei · f1 branco bispo · h1 branco torre | a8 preto torre · b8 preto cavalo · d8 preto rainha · f8 preto torre · c7 preto peão · e7 preto peão · f7 preto peão · g7 preto rei · h7 preto peão · a6 preto peão · g6 preto peão · b5 preto peão · d4 branco peão · b3 branco peão · c3 branco cavalo · f3 branco cavalo · b2 branco peão · f2 branco peão · g2 branco peão · h2 branco peão · a1 branco torre · c1 branco bispo · e1 branco rei · f1 branco bispo · h1 branco torre | a8 preto torre · b8 preto cavalo · d8 preto rainha · f8 preto torre · c7 preto peão · e7 preto peão · f7 preto peão · g7 preto rei · h7 preto peão · a6 preto peão · g6 preto peão · b5 preto peão · d4 branco peão · b3 branco peão · c3 branco cavalo · f3 branco cavalo · b2 branco peão · f2 branco peão · g2 branco peão · h2 branco peão · a1 branco torre · c1 branco bispo · e1 branco rei · f1 branco bispo · h1 branco torre | a8 preto torre · b8 preto cavalo · d8 preto rainha · f8 preto torre · c7 preto peão · e7 preto peão · f7 preto peão · g7 preto rei · h7 preto peão · a6 preto peão · g6 preto peão · b5 preto peão · d4 branco peão · b3 branco peão · c3 branco cavalo · f3 branco cavalo · b2 branco peão · f2 branco peão · g2 branco peão · h2 branco peão · a1 branco torre · c1 branco bispo · e1 branco rei · f1 branco bispo · h1 branco torre | a8 preto torre · b8 preto cavalo · d8 preto rainha · f8 preto torre · c7 preto peão · e7 preto peão · f7 preto peão · g7 preto rei · h7 preto peão · a6 preto peão · g6 preto peão · b5 preto peão · d4 branco peão · b3 branco peão · c3 branco cavalo · f3 branco cavalo · b2 branco peão · f2 branco peão · g2 branco peão · h2 branco peão · a1 branco torre · c1 branco bispo · e1 branco rei · f1 branco bispo · h1 branco torre | 2 |
| 1 | a8 preto torre · b8 preto cavalo · d8 preto rainha · f8 preto torre · c7 preto peão · e7 preto peão · f7 preto peão · g7 preto rei · h7 preto peão · a6 preto peão · g6 preto peão · b5 preto peão · d4 branco peão · b3 branco peão · c3 branco cavalo · f3 branco cavalo · b2 branco peão · f2 branco peão · g2 branco peão · h2 branco peão · a1 branco torre · c1 branco bispo · e1 branco rei · f1 branco bispo · h1 branco torre | a8 preto torre · b8 preto cavalo · d8 preto rainha · f8 preto torre · c7 preto peão · e7 preto peão · f7 preto peão · g7 preto rei · h7 preto peão · a6 preto peão · g6 preto peão · b5 preto peão · d4 branco peão · b3 branco peão · c3 branco cavalo · f3 branco cavalo · b2 branco peão · f2 branco peão · g2 branco peão · h2 branco peão · a1 branco torre · c1 branco bispo · e1 branco rei · f1 branco bispo · h1 branco torre | a8 preto torre · b8 preto cavalo · d8 preto rainha · f8 preto torre · c7 preto peão · e7 preto peão · f7 preto peão · g7 preto rei · h7 preto peão · a6 preto peão · g6 preto peão · b5 preto peão · d4 branco peão · b3 branco peão · c3 branco cavalo · f3 branco cavalo · b2 branco peão · f2 branco peão · g2 branco peão · h2 branco peão · a1 branco torre · c1 branco bispo · e1 branco rei · f1 branco bispo · h1 branco torre | a8 preto torre · b8 preto cavalo · d8 preto rainha · f8 preto torre · c7 preto peão · e7 preto peão · f7 preto peão · g7 preto rei · h7 preto peão · a6 preto peão · g6 preto peão · b5 preto peão · d4 branco peão · b3 branco peão · c3 branco cavalo · f3 branco cavalo · b2 branco peão · f2 branco peão · g2 branco peão · h2 branco peão · a1 branco torre · c1 branco bispo · e1 branco rei · f1 branco bispo · h1 branco torre | a8 preto torre · b8 preto cavalo · d8 preto rainha · f8 preto torre · c7 preto peão · e7 preto peão · f7 preto peão · g7 preto rei · h7 preto peão · a6 preto peão · g6 preto peão · b5 preto peão · d4 branco peão · b3 branco peão · c3 branco cavalo · f3 branco cavalo · b2 branco peão · f2 branco peão · g2 branco peão · h2 branco peão · a1 branco torre · c1 branco bispo · e1 branco rei · f1 branco bispo · h1 branco torre | a8 preto torre · b8 preto cavalo · d8 preto rainha · f8 preto torre · c7 preto peão · e7 preto peão · f7 preto peão · g7 preto rei · h7 preto peão · a6 preto peão · g6 preto peão · b5 preto peão · d4 branco peão · b3 branco peão · c3 branco cavalo · f3 branco cavalo · b2 branco peão · f2 branco peão · g2 branco peão · h2 branco peão · a1 branco torre · c1 branco bispo · e1 branco rei · f1 branco bispo · h1 branco torre | a8 preto torre · b8 preto cavalo · d8 preto rainha · f8 preto torre · c7 preto peão · e7 preto peão · f7 preto peão · g7 preto rei · h7 preto peão · a6 preto peão · g6 preto peão · b5 preto peão · d4 branco peão · b3 branco peão · c3 branco cavalo · f3 branco cavalo · b2 branco peão · f2 branco peão · g2 branco peão · h2 branco peão · a1 branco torre · c1 branco bispo · e1 branco rei · f1 branco bispo · h1 branco torre | a8 preto torre · b8 preto cavalo · d8 preto rainha · f8 preto torre · c7 preto peão · e7 preto peão · f7 preto peão · g7 preto rei · h7 preto peão · a6 preto peão · g6 preto peão · b5 preto peão · d4 branco peão · b3 branco peão · c3 branco cavalo · f3 branco cavalo · b2 branco peão · f2 branco peão · g2 branco peão · h2 branco peão · a1 branco torre · c1 branco bispo · e1 branco rei · f1 branco bispo · h1 branco torre | 1 |
|   | a | b | c | d | e | f | g | h |   |

A situação mostrada nesta posição não é muito comum, mas as brancas trocaram uma rainha (9 pontos) por três peças menores e um peão (10 pontos). Três peças menores são no geral melhores do que uma rainha devido à sua maior mobilidade, e o peão a mais não é importante o suficiente para mudar a situação.
Duas peças menores mais dois peões são quase sempre um conjunto tão bom quanto uma rainha. Duas torres são melhores do que uma rainha e um peão.